# 413

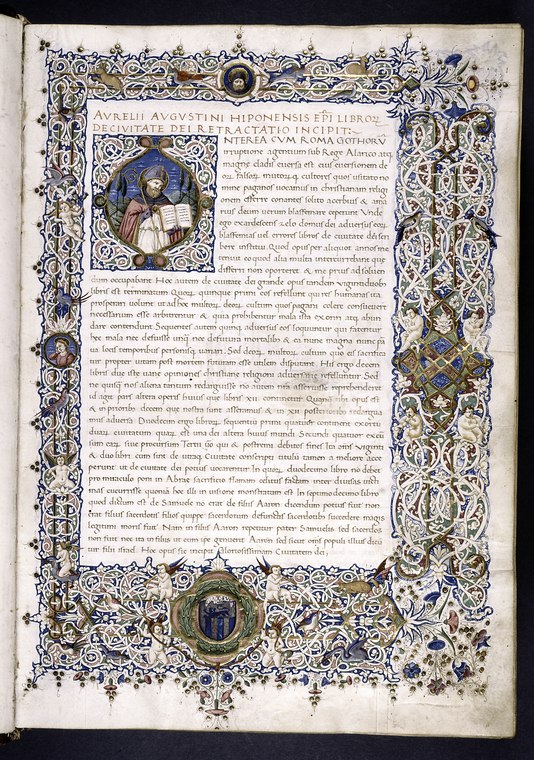
Openingstekst van De Civitate Dei

Het jaar 413 is het 13e jaar in de 5e eeuw volgens de christelijke jaartelling.

## Gebeurtenissen

### Italië
- 8 mei - Keizer Honorius vaardigt een edict voor belastingverlaging uit, met name in de Italiaanse provincies Toscane, Campania, Picenum, Apulië en Calabrië. Dit vanwege de schade die de provincies hebben opgelopen door de rooftochten van de Goten.

### Europa
- Bonifatius, Romeins stadhouder (praefectus), verdedigt met succes Marseille tegen de Visigoten. Koning Athaulf geeft het beleg op en trekt plunderend verder door zuidwest Gallië.
- De Visigoten onder leiding van Athaulf veroveren de steden Toulouse en Bordeaux. De opstandige tegenkeizer Jovinus en zijn broer Sebastianus worden tijdens de belegering van Valentia gevangengenomen. Athaulf laat hen overbrengen naar Narbonne waar ze worden geëxecuteerd (onthoofding). De hoofden worden als trofee naar het keizerlijk paleis in Ravenna gestuurd.
- Honorius sluit een foederati-verdrag met de Bourgondiërs. Koning Gundohar wordt belast met de verdediging van de Rijngrens en mag zich permanent vestigen in Germania Superior.

## Religie
- Augustinus van Hippo schrijft zijn boekwerk De civitate Dei (Over de stad Gods). Hierin wordt de beschuldiging geuit, dat het christendom de ondergang van het Romeinse Rijk heeft veroorzaakt.

## Overleden
- Gwanggaeto de Grote (39), koning van Koguryo
- Jovinus, Romeins tegenkeizer van Gallië
- Kumarajiva (69), boeddhistische monnik en vertaler
- Prudentius, (65), Romeins christelijk dichter
- Sebastianus, Romeins usurpator
- Synesius van Cyrene (43), bisschop en filosoof